# 理事長
理事長，通常是指一個「人民團體」或「非營利組織」（Nonprofit Organization, NPO）的「協會」名義領導者或實質領導者，以台灣來說，一個協會至少需要選出九位理事，再從九位理事中選出理事長。理事長對內統整會務，對外代表協會。另外，許多協會的公文往返，都需要理事長蓋章。以人民團體法而例，理事長是「無給職」。但工會的理事長不在此限。
在日本和韓國的公司（会社）中，相當於監事會的負責人（監事長）；在私立學校中，會設有以理事長為首的理事會（校董會），理事長扮演相當於校監的角色，是位階在校長之上的實際最高負責人。